# عمر بن فيصل
عمر بن فيصل (22 أكتوبر 1993-) أمير أردني من الأسرة الهاشمية وهو الابن البكر من الذكور للأمير فيصل بن الحسين والأميرة عالية الطباع، عمه هو الملك عبد الله الثاني ملك الأردن. لديه خمسة إخوة وأخوات. الأشقاء: الكبرى آية والتوأم عائشة وسارة، وغير الأشقاء: عبدالله ومحمد، وأمهما «زينة الفيصل».